# 馬拉開波市

馬拉開波市（西班牙語：Municipio Maracaibo），是委內瑞拉的一個市，位於該國西北部蘇利亞州，首府設於馬拉開波，始建於1989年，面積393平方公里，2011年人口1,459,448，人口密度每平方公里3,713.61人。